# شارلوت من مكلنبورغ-ستريليتس
صوفيا شارلوت من مكلنبورغ-ستريليتس (بالألمانية: Sophie Charlotte zu Mecklenburg-Strelitz)‏ (19 مايو 1744 - 17 نوفمبر 1818) هي زوجة جورج الثالث ملك المملكة المتحدة بحيث كانت ملكة بريطانيا العظمى وإيرلندا من زواجها في 1761 حتى وفاتها في 1818، وأيضا كانت من خلال الزواج ناخبة هانوفر في الإمبراطورية الرومانية المقدسة، وثم في عام 1814 أصبحت ملكة هانوفر القرينة بعد ارتقى الانتخابية إلى مملكة.
كانت الملكة شارلوت راعية لـ الفنون وهواة عالم النبات، بحيث ساعدت على تطوير حدائق كيو (هي الآن ضمن مواقع التراث العالمي) كان لـ جورج وشارلوت خمسة عشر طفلاً، ثالث عشر منهم وصلوا سن البلوغ، وكان من بينهم أثنين ملوك لاحقاً جورج الرابع وويليام الرابع.